# Dialekt bornholmski
Dialekt bornholmski (Bornholmsk) – dialekt języka duńskiego używany na wyspie Bornholm.
Dialekt bornholmski ma trzy rodzaje gramatyczne (w odróżnieniu od standardowego języka duńskiego, który ma dwa rodzaje).